# 栃木県道178号稲沢高久線
栃木県道178号稲沢高久線（とちぎけんどう178ごう いなざわたかくせん）は、栃木県那須郡那須町内を走る一般県道である。

## 路線概要
- 指定：1961年（昭和36年）4月1日
- 距離：9.515km
- 起点：栃木県那須郡那須町稲沢（国道294号交点）
- 終点：栃木県那須郡那須町高久甲（国道4号交点）

## 通過自治体
- 栃木県
  - 那須郡那須町 - 那須塩原市 - 那須郡那須町

## 交差する主な道路
- 栃木県道72号大田原芦野線（那須塩原市寺子）